# Stridsvagn m/31
De Stridsvagn m/31 of Landsverk L-10 was een Zweedse tank, ontworpen en gebouwd door Landsverk vanaf 1930. In totaal zijn er drie gebouwd, welke in dienst waren van 1935 tot 1940 als testvoertuigen. Toen de tanks ontworpen werden, was het een heel geavanceerde tank. Hij leed echter onder slechte betrouwbaarheid. Toen de Tweede Wereldoorlog uitbrak, waren de tanks verouderd en werden ze ingegraven als verdediging.

## Geschiedenis
Na de Eerste Wereldoorlog mocht Duitsland geen tanks meer ontwikkelen, maar in 1921 werden er geheime contacten gelegd met Zweden en werden er tien LK II’s getransporteerd naar Zweden. Hiermee krijgen de Zweden hun eerste ervaring met tankbouw en -ontwikkeling. Na het mislukte project van de L-5, in het Duits benaamd als ‘Räder-Raupen kampfwagen’, een tank die zowel op wielen als rupsen kon rijden, begon men aan het L-30 project, hieraan deed Duitsland niet meer mee. Wel werd er weer een nieuw project opgezet, de L-10. In 1930 begon men met de ontwikkeling. De uitkomst was een zeer moderne tank met flink wat kinderziektes, maar het was een belangrijke basis voor toekomstige modellen. In totaal werden er drie L-10’s gebouwd, met de serienummers 51, 52 en 53.

## Ontwerp
De tank was heel modern voor zijn tijd. De aanwezigheid van een glasperiscoop, radio en een 37mm kanon plus twee machinegeweren waren uitzonderlijke specificaties voor die tijd.De bewapenig van de L-10 bestond uit twee 6,5 mm ksp m/14-29 machinegeweren en een 37mm Bofors kanon, een van de beste kanonnen van die tijd. Het kanon was beter dan die van de Sovjet T-26 en de Duitse Leichttraktor, twee vergelijkbare tanks. De armour piercing-granaten hadden een penetratie van 40-42mm. Ook werd de L-10 gelast, terwijl de meeste tanks uit die tijd geklonken werden. Als er een projectiel op die tanks terecht zou komen, konden de klinknagels met grote snelheden worden gelanceerd, wat net zo gevaarlijk was als het projectiel zelf. De L-10 had hier vanzelfsprekend geen problemen mee.

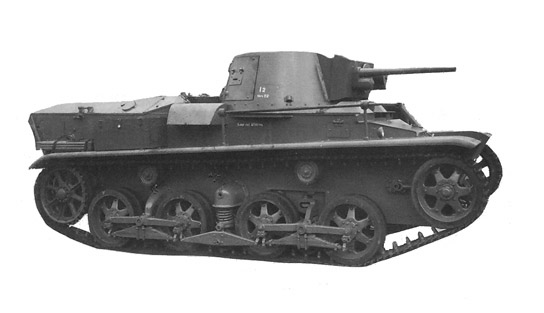
Zijaanzicht van de L-10

De tank had een klassieke lay-out, maar wel een vooruitstrevend design. Aan de linkerkant zat de bestuurder. Rechts van hem zat de radio-operator die de beschikking had over een 6,5mm ksp m/14-29 machinegeweer. De voorste pantserplaat had een dikte van 24mm maar was flink afgeschuind. In het midden van de tank was het gevechtscompartiment. Hierin was plaats voor de commandant (tevens schutter) en de lader. De koepel had een dikte van 14mm.
De achterinliggende motor was een Duitse V-12 Maybach DSO 8 met 150 pk. Zweden had goede relaties met Duitsland, dus deze keuze is logisch te verklaren. Met het gewicht van elf ton was er dus een verhouding van 12,7 pk per ton. De motor werd gekoeld met vloeistof.

## Vervolg
De tank was echter niet bijzonder geschikt voor de Zweedse winterse omstandigheden. Het achter aandrijfwiel werd vaak geblokkeerd door de vele sneeuw die achterbleef op het wiel. Dit leidde ertoe dat er voortaan gebruik werd gemaakt van een aandrijfwiel aan de voorkant.
De tank werd de basis voor de ontwikkeling van de Strv m/38. In dat ontwerp werden de meeste gebreken van de Strv m/31 verholpen.
In 1940 werden ze alle drie ingegraven in Gotland, een Zweeds eiland in de Oostzee, als verdediging. Daarna zijn er twee ontmanteld en één ging naar een tijdelijke opslag. Deze is vervolgens hersteld en naar het tank museum in Axvall (Pansarmusee Axvall) gebracht.